# Het trieste der tropen
Het trieste der tropen is de Nederlandse vertaling van Tristes tropiques, het in 1955 verschenen reisverslag van de etnograaf en antropoloog Claude Lévi-Strauss. Het boek is een reisverhaal, maar bevat ook allerlei filosofische reflecties en ideeën over uiteenlopende zaken als sociologie, geologie, geschiedenis, literatuur en muziek. In 1999 werd het boek opgenomen in Le Mondes verkiezing van de 100 beste boeken van de eeuw.
Het boek is tweemaal in het Nederlands vertaald, onder dezelfde titel: in 1962 door G.A.J. Emonds (in de Aula-reeks van Het Spectrum, in 1985 opnieuw uitgegeven door SUN) en in 2004 door Marianne Kaas (in de serie Klassieke Reizen van Atlas).

## Situering
In dit semi-literaire meesterwerk doet de auteur omstandig verslag van zijn Braziliaanse reizen, het land waar hij na zijn studietijd een aanstelling kreeg als docent aan de universiteit van São Paulo. De auteur schetst ook de intellectuele reis die hem via de filosofie naar de etnografie leidde. Het boek is echter befaamd om de delen die Lévi-Strauss wijdde aan de vier Braziliaanse indianenstammen bij wie hij tussen 1935 en 1939 etnologisch veldonderzoek deed, met name de Caduveo, de Borôro, de Nambikwara en de Tupi-Kawahib, allen levend in de deelstaat Mato Grosso.
De gebruiken en de materiële cultuur van deze ondertussen bijna verdwenen stammen beschrijft en documenteert de auteur (via fotomateriaal en tekeningen) met mededogen en respect. Het westerse superioriteitsgevoelen is de auteur vreemd, maar hij geeft evenmin een geïdealiseerd beeld van le bon sauvage of de nobele wilde, zoals Jean-Jacques Rousseau een paar eeuwen eerder had gedaan.
Het in 1939 verrichte veldonderzoek bij de Nambikwara vormde de basis voor Lévi-Strauss' proefschrift La vie familiale et sociale des indiens Nambikwara (1948). Dit werk beïnvloedde later op zijn beurt Jacques Derrida's filosofische werk, meer bepaald zijn publicatie De la grammatologie (1967).
Het boek bevat 9 delen, nl
1. La fin des voyages (Het einde van de reizen)
2. Feuilles de route (Reisdocumenten)
3. Le nouveau Monde (De Nieuwe Wereld)
4. La terre et les hommes (De aarde en de mensen)
5. Caduveo
  1. Paraná
  2. Pantanal
  3. Nalike
  4. De specifieke stijl van een inheemse samenleving
6. Borôro
  1. Goud en diamanten
  2. Goede wilden
  3. De levenden en de doden
7. Nambikwara
  1. De verloren wereld
  2. In de sertão
  3. Langs de telegraaflijn
  4. Familieleven
  5. Schrijfles
  6. Mannen, vrouwen, stamhoofden
8. Tupí-Kawahib
  1. Een tocht per kano
  2. Robinson
  3. In het woud
  4. Het krekeldorp
  5. De klucht van de japim
  6. Amazonië
  7. Seringal
9. Le retour (De terugkeer)

Georges Bataille kenschetst het boek als volgt: La nouveauté du livre s'oppose à un ressassement, elle répond au besoin de valeurs plus larges, plus poétiques, telles que l'horreur et la tendresse à l'échelle de l'histoire et de l'univers, nous arrache à la pauvreté de nos rues et de nos immeubles.
Het boek kreeg direct na de publicatie een zeer goede pers. De Prix Goncourt-organisatie vond het jammer dat de prijs voor dit werk niet kon toegekend worden omdat het, ondanks de soms poëtische en elegische toon ervan, strikt genomen onder non-fictie valt. Voor de publiciste Susan Sontag behoorde het boek tot de twintig beste 20ste-eeuwse publicaties.

## Studie Braziliaanse indianenstammen

### Caduveo
De huidige Braziliaanse Caduveo stammen af van de oorspronkelijke Zuid-Amerikaanse Mbaya-indianen. Kenmerkend voor deze groep is de bijzondere vorm van de lichaamsbeschilderingen die uitvoerig gedocumenteerd werden door Lévi-Strauss. De auteur verklaart daaromtrent: De leden van de adel lieten duidelijk zien tot welke stand ze behoorden door middel van met een sjabloon aangebrachte lichaamsbeschilderingen of tatoeages, die de functie hadden van een blazoen. Ze verwijderden al het gezichtshaar, met inbegrip van oogharen en wenkbrauwen. De beschilderingen hadden een duidelijke sociologische functie. De tekening bepaalde de sociale hiërarchie waartoe men behoorde zoals tijdens het westerse ancien régime de kledij de stand verried. De Caduveo-samenleving was ook verdeeld door deze sociologische structuur zoals af te lezen valt uit de planning van hun huisvesting. Lévi-Strauss weet dat Het volstaat een Borôro-dorpsplan te bekijken om eruit af te leiden dat het georganiseerd is volgens een Caduveo-gelaatsschildering.

### Borôro

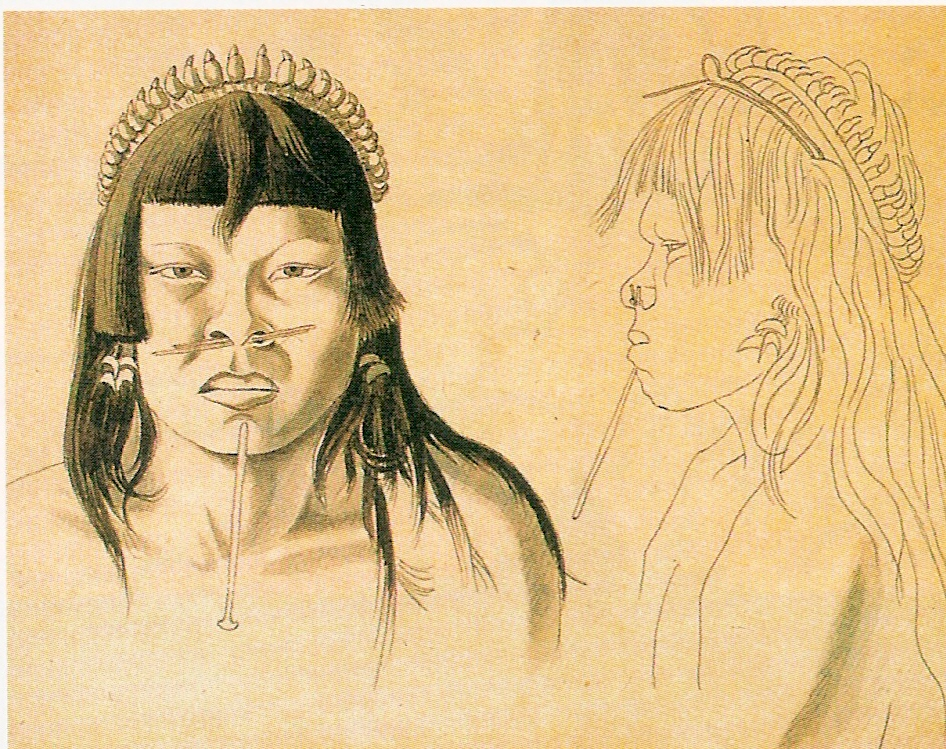
Schets van een Borôro-indiaan door Hercules Florence, tijdens een expeditie in het Braziliaanse Amazonegebied door Baron von Langsdorf van 1825 tot 1829

De Borôro, ook bekend onder de benamingen de Coroados of Parrudos, zijn een Braziliaanse indianenstam wonend in de deelstaat Mato Grosso van het Amazonegebied. De benaming Borôro werd hun door de kolonisators per vergissing toegekend doordat ze de plaatsnaam met de stamnaam verwisselden. 
De Borôrosamenleving wordt gekenmerkt enerzijds door een specifiek en doordacht nederzettingspatroon waaruit de sociologische structuur af te lezen valt en anderzijds door bijzonder ingewikkelde en langdurige begrafenisrituelen.
Een Borôrodorp is gesitueerd op een open plek langs een rivier en bevat een twintigtal cirkelvormig opgestelde identieke hutten. In het midden ervan staat een grote hut van 20 bij 8 m, genoemd baitemannageo of het mannenhuis met aan de westzijde ervan een dansvloer, een met palen afgebakend ovaal veld. Een theoretische, evenwijdig aan de rivier door het dorp getrokken lijn verdeelt de bevolking in twee groepen: in het noorden de Cera, in het zuiden de Tugaré. Deze verdeling in twee helften is om twee redenen essentieel: elk individu behoort tot dezelfde helft als zijn moeder en elke persoon kan slechts trouwen met iemand van de andere helft. Of met andere woorden als mijn moeder een Cera is, ben ik het ook en zal mijn vrouw Tugaré zijn en vice versa. Daarbij bewonen en erven de vrouwen de huizen waarin zij zijn geboren. Bij zijn huwelijk steekt een mannelijk individu dus de open plek over, stapt over de denkbeeldige lijn die de twee groepen van elkaar scheidt en gaat aan de andere kant wonen. Een tweede lijn, loodrecht staande op de eerste, doorsnijdt de twee helften volgens een noord-zuidas genoemd het stroomopwaartse deel en het stroomafwaartse deel. Naast de twee helften is het dorp dus opgedeeld in vier sectoren. Daarenboven is de bevolking ook nog eens ingedeeld in clans of groepen families die zich als verwant beschouwen via de vrouwelijke lijn. Gebruiksvoorwerpen zoals met ringen van boomschors versierde bogen, bevederde pijluiteinden en peniskokers zijn voorzien van dezelfde clanemblemen zodat zichtbaar wordt tot welke clan de eigenaar behoort.
Dit nederzettingspatroon met rangschikking van de hutten rond het mannenhuis is doorslaggevend en onmisbaar voor de ordening van het sociale stamleven. De Salesiaanse missionarissen bouwden deze structuur dan ook direct af door, om hen te bekeren, ze in evenwijdig aan elkaar opgestelde rijen behuizingen te laten wonen. Door het wegvallen van deze voor hen onmisbare structuur raakten de inheemsen al spoedig hun gevoel voor traditie kwijt.
De bijzonder ingewikkelde en langdurige (verscheidene weken) Borôrobegrafenisrituelen gekoppeld aan hun religiositeit en verfijnd metafysisch systeem worden door Lévi-Strauss omstandig beschreven en verklaard in deel XXIII De levenden en de doden. De Borôrostammen kennen de figuur van de sjamaan die, buiten de samenleving staande, de bemiddelaar is tussen de samenleving van de mensen en de boosaardige individuele zielen.

### Nambikwara
Zie verwijzing.